# Djuptjärnen (Mora socken, Dalarna, 677236-141910)
Djuptjärnen är en sjö i Mora kommun i Dalarna och ingår i Dalälvens huvudavrinningsområde. Sjöns area är 0,012 kvadratkilometer och den är belägen 230 meter över havet.